# Saskia (inslagkrater)
Saskia is een inslagkrater op Venus. Saskia werd in 1991 genoemd naar Saskia Uylenburgh (1612-1642), de vrouw van de Hollandse schilder Rembrandt van Rijn.
De krater heeft een diameter van 37,1 kilometer en bevindt zich in het quadrangle Lavinia Planitia (V-55). In de onmiddellijke nabijheid bevinden zich ook Aglaonice en Danilova. Saskia is de kleinste van de drie kraters op Lavinia Planitia.